# Fuendetodos
Fuendetodos is een gemeente in de Spaanse provincie Zaragoza in de regio Aragón met een oppervlakte van 62 km². Fuendetodos telt 126 inwoners (1 januari 2016).

## Demografische ontwikkeling
Bron: INE, 1857-2011: volkstellingen

## Geboren in Fuendetodos
- Francisco Goya (1746-1828), kunstschilder en graveur

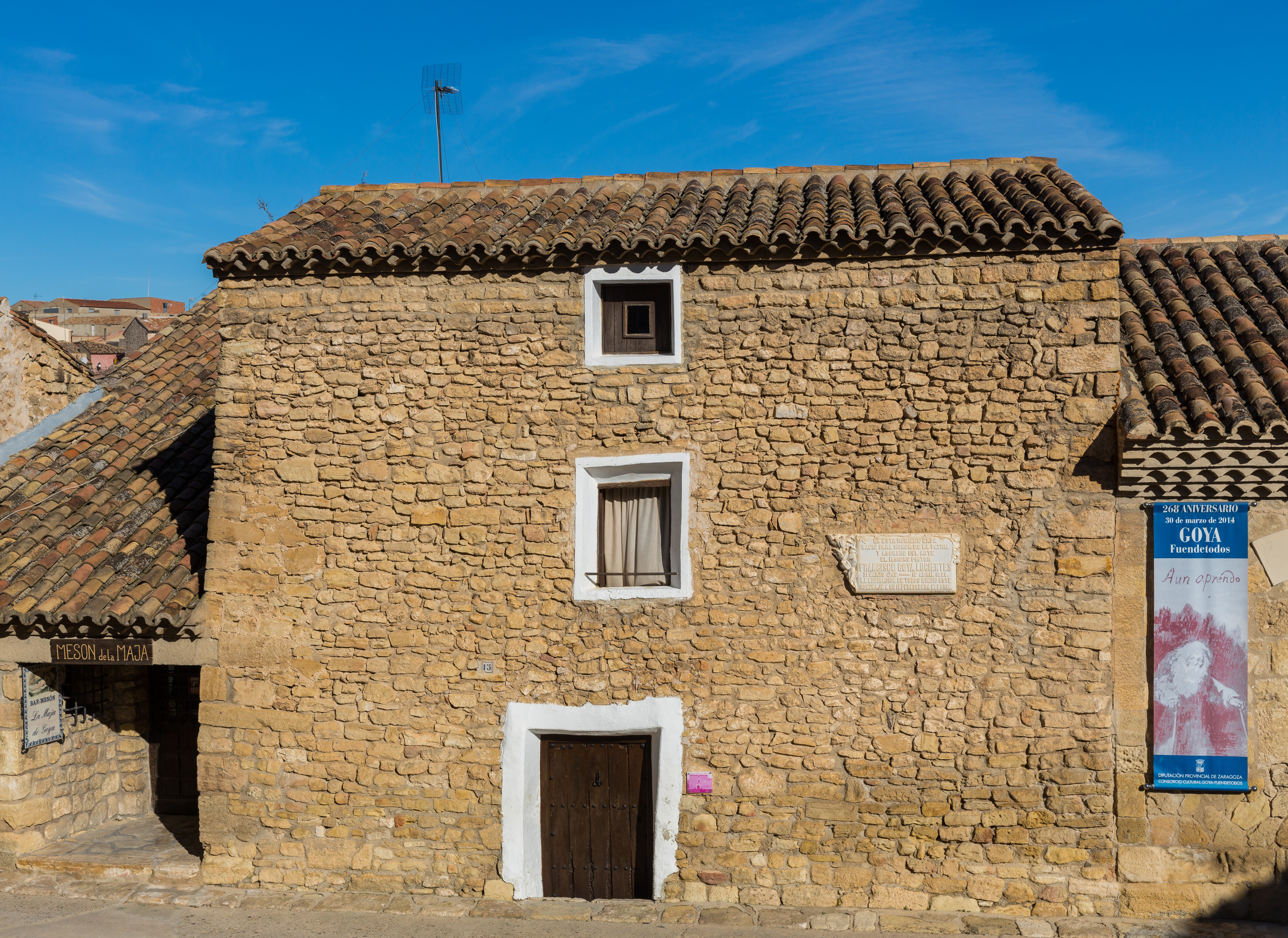
Geboortehuis van de schilder Francisco Goya

## Panorama

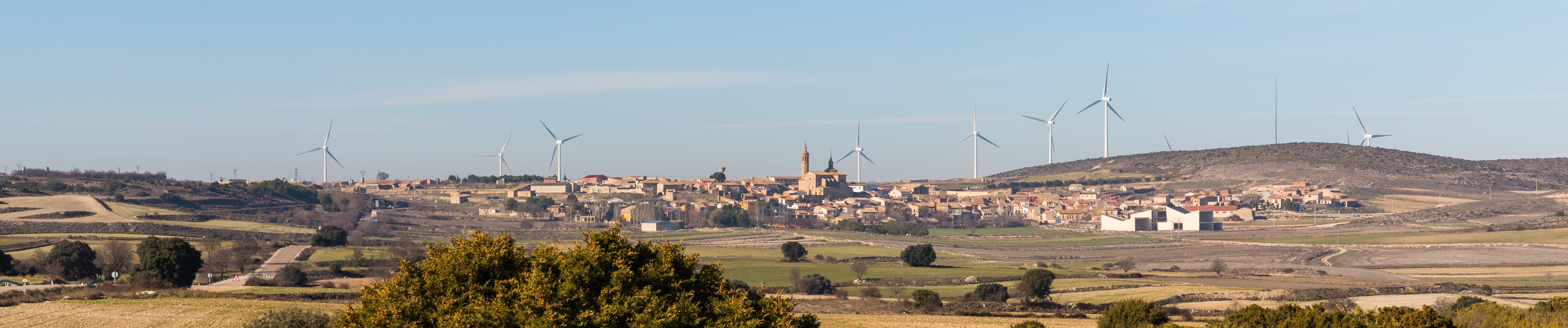
Uitzicht op Fuendetodos